# Buhui - Mărghitaș
Buhui - Mărghitaș este o arie protejată de interes național ce corespunde categoriei a IV-a IUCN (rezervație naturală de tip mixt), situată în Banat, pe teritoriul județului Caraș-Severin.

## Localizare
Aria naturală se află în Munții Aninei (lanț muntos ce aparține grupei montane a Munților Banatului),  în partea central-vestică a județului Caraș-Severin, pe teritoriul administrativ sud-estic al orașului Anina.

## Descriere
Rezervația naturală (inclusă în Parcul Național Semenic - Cheile Carașului) a fost declarată arie protejată prin Legea Nr.5 din 6 martie 2000 (privind aprobarea Planului de amenajare a teritoriului național - Secțiunea a III-a - zone protejate) și are o suprafață de 979 ha.
Aria naturală se suprapune sitului de importanță comunitară Semenic - Cheile Carașului și reprezintă o zonă cu văii, lacuri (Lacul Buhui), izvoare, doline, abrupturi calcaroase, sectoare cu chei, lapiezuri, peșteri (Peștera Buhui, Peștera Mărghitaș), avene, pașiști, păduri și poiene.

## Biodiversitate
Rezervația naturală fost înființată în scopul protejării biodiversității și menținerii într-o stare de conservare favorabilă a florei și faunei sălbatice aflate în sud-vestul țării, în Munții Aninei.

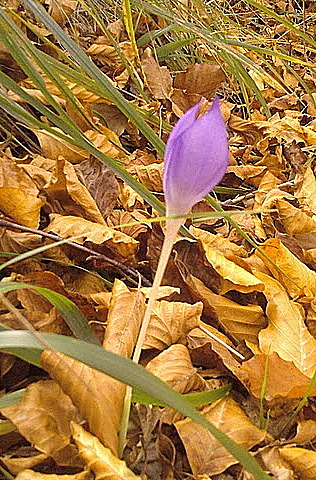
Brândușă de toamnă (Colchicum autumnale)

Flora lemnoasă are în componență arbori și arbust cu specii de: fag (Fagus sylvatica), gorun (Quercus petrea), brad (Abies), molid (Picea abies), carpen (Carpinus betulus), frasin (Fraxinus), ulm (Ulmus carpinifolia), paltin de munte (Acer pseudoplatanus), liliacul sălbatic (Syringa vulgaris), scumpia (Cotinus coggigria) sau o specie cunoscută sub numele popular de „ghimpe” (Ruscus aculeatus). 
La nivelul ierburilor vegetează mai multe specii floristice; printre care: brândușa galbenă (Crocus moesicus), brândușa de toamnă (Colchicum autumnale), o specie de garofiță (Dianthus trifasciculatus), șofranul (Crocus banaticus), linum (Linum pubescens), etc. 
Fauna este reprezentată de o gamă diversă de mamifere, păsări, reptile și amfibieni; dintre care unele protejate la nivel european sau aflate pe lista roșie a IUCN.
Specii de mamifere: urs brun (Ursus arctos), cerb (Cervus elaphus), lup (Canis lupus), vulpe (Vulpes vulpes crucigera), căprioară (Capriolus capriolus), mistreț (Sus scrofa), râs eurasiatic (Lynx lynx), pisică sălbatică (Felis silvestris silvestris), veveriță (Sciurus carolinensis).
Păsări: hoitar (Neophron percnopterus), drepnea neagră (Apus apus), lăstun de stâncă (Hirundo rupestris), ciocănitoarea de stejar (Dendrocopos medius), presură de grădină (Emberiza hortulana), șoim călător (Falco peregrinus), muscar (Ficedula parva), muscar-gulerat (Ficedula albicollis), sfrâncioc roșiatic (Lanius collurio), viespar (Pernis apivorus), ciocârlie-de-pădure (Lullula arborea), pițigoiul sur (Parus palustris), pițigoiul de munte (Parus montanus) sau ciocănitoarea verzuie (Picus canus), pietrarul bănățean (Oeananthe hispanica), presură bărboasă (Emberiza cirlus), rândunica roșcată (Hirundo daurica), striga (Tyto alba).
Reptile și amfibieni: șarpele de alun (Coronella austriaca), gușter (Lacerta viridis), șopârla de ziduri (Podarcis muralis), vipera cu corn (Vipera ammodytes), șopârla de munte (Lacerta vivipara), vipră (Vipera berus), ivorașul-cu-burta-galbenă (Bombina variegata), broască râioasă verde (Bufo viridis), broasca roșie de munte (Rana temporaria), broasca mare de lac (Rana ridibunda) și tritonul de munte (Triturus alpestris).

## Căi de acces
- Drumul național (DN58) - Reșița - Carașova - Anina - urmând drumul până la Cabana Maial

Marcaje turistice
- Cruce roșie: Anina - Lacul Buhui - Mărghitaș;
- Triunghi roșu: Lacul Buhui - Dealul Trei Movile - Valea Minișului;
- Triunghi galben: Lacul Buhui - Poiana Moșneagului - Poneasca)[12]

## Monumente și atracții turistice
În vecinătatea ariei naturale se află câteva obiective de interes istoric, cultural și turistic; astfel:
- Biserică romano-catolică (str. Drum Nou 1)[13], construcție 1786, monument istoric.
- Biserică romano-catolică „Presfânta Inimă a lui Isus”, construcție 1901, monument istoric.
- Sanatoriul Sommerfrische (ruine) din cartierul Steierdorf, construcție 1893-1895, monument istoric.
- Calea ferată Oravița-Anina - prima cale ferată montană de pe cuprinsul României, dată în funcțiune în 1863, numită și Semmeringul Bănățean (după calea ferată Semmering din Austria).
- Ariile protejate: Parcul Național Semenic - Cheile Carașului, Izvoarele Carașului, Cheile Gârliștei, Peștera Buhui, Izvorul Bigăr.